# Spenglerův pohár 2009
83. ročník Spenglerova poháru se uskutečnil mezi 26. a 31. prosincem 2009 ve švýcarském Davosu. Vítězem se stal tým HK Dinamo Minsk.

## Účastníci
Do tohoto ročníku byly pozvány následující týmy:
- Kanada - tým složený z Kanaďanů hrajících v Evropě
- HC Davos - hostitel
- Adler Mannheim
- HC Energie Karlovy Vary
- HK Dinamo Minsk

## Základní část

### Tabulka
| Poř. | Tým                     | Z | V | VP | PP | P | VG | OG | B |
| ---- | ----------------------- | - | - | -- | -- | - | -- | -- | - |
| 1.   | HK Dinamo Minsk         | 4 | 3 | 0  | 0  | 1 | 16 | 7  | 6 |
| 2.   | HC Davos                | 4 | 3 | 0  | 0  | 1 | 13 | 12 | 6 |
| 3.   | Kanada                  | 4 | 1 | 1  | 0  | 2 | 18 | 17 | 4 |
| 4.   | Adler Mannheim          | 4 | 1 | 1  | 0  | 2 | 9  | 8  | 4 |
| 5.   | HC Energie Karlovy Vary | 4 | 0 | 0  | 2  | 2 | 10 | 22 | 2 |

### Zápasy
| 26. prosince 2009 | HK Dinamo Minsk | 2:3             | HC Davos | Vaillant Arena |
| 15:00             | HK Dinamo Minsk | (1:1, 1:1, 0:1) | HC Davos |                |

| Souhrn zápasu | Souhrn zápasu          | Souhrn zápasu | Souhrn zápasu                | Souhrn zápasu                                                   |
| ------------- | ---------------------- | ------------- | ---------------------------- | --------------------------------------------------------------- |
|               | Varlamov 1' Jokela 25' |               | 1', 37' von Arx 57' Naumenko | Diváků: 6 746 (vyprodáno) Rozhodčí: Kurmann (SCH), Looker (CAN) |

| 26. prosince 2009 | Kanada | 7:6 SN          | HC Energie Karlovy Vary | Vaillant Arena |
| 20:15             | Kanada | (1:1, 3:4, 2:1) | HC Energie Karlovy Vary |                |

| Souhrn zápasu | Souhrn zápasu                                                   | Souhrn zápasu | Souhrn zápasu                                              | Souhrn zápasu                                    |
| ------------- | --------------------------------------------------------------- | ------------- | ---------------------------------------------------------- | ------------------------------------------------ |
|               | Siklenka 19' Heins 28' Roche 36' McLean 38' Bell 41' Daigle 50' |               | 26', 37' Kristek 17' Dobroň 39' Zjuzin 40' Pech 53' Košťál | Diváků: 6 746 (vyprodáno) Rozhodčí: Brent Reiber |

| 27. prosince 2009 | HC Davos | 5:3             | HC Energie Karlovy Vary | Vaillant Arena |
| 15:00             | HC Davos | (1:1, 2:1, 2:1) | HC Energie Karlovy Vary |                |

| Souhrn zápasu | Souhrn zápasu                            | Souhrn zápasu | Souhrn zápasu                       | Souhrn zápasu                                       |
| ------------- | ---------------------------------------- | ------------- | ----------------------------------- | --------------------------------------------------- |
|               | Kolnik 20', 28', 58' Wieser 29' Duca 47' |               | 9' Skuhravý 40' Kumstát 52' Kristek | Diváků: 6 746 (vyprodáno) Rozhodčí: Stadler, Reiber |

| 27. prosince 2009 | Adler Mannheim | 1:2             | HK Dinamo Minsk | Vaillant Arena |
| 20:15             | Adler Mannheim | (0:0, 0:1, 1:1) | HK Dinamo Minsk |                |

| Souhrn zápasu | Souhrn zápasu | Souhrn zápasu | Souhrn zápasu             | Souhrn zápasu                            |
| ------------- | ------------- | ------------- | ------------------------- | ---------------------------------------- |
|               | Arendt 47'    |               | 32' Varlamov 49' Kovyršin | Diváků: 6 057 Rozhodčí: Bulanov, Kurmann |

| 28. prosince 2009 | HC Energie Karlovy Vary | 1:2 SN          | Adler Mannheim | Vaillant Arena |
| 15:00             | HC Energie Karlovy Vary | (1:0, 0:0, 0:1) | Adler Mannheim |                |

| Souhrn zápasu | Souhrn zápasu | Souhrn zápasu | Souhrn zápasu | Souhrn zápasu                            |
| ------------- | ------------- | ------------- | ------------- | ---------------------------------------- |
|               | Pálffy 13'    |               | 60' Scalzo    | Diváků: 6 570 Rozhodčí: Kurmann, Stalder |

| 28. prosince 2009 | Kanada | 6:2             | HC Davos | Vaillant Arena |
| 20:15             | Kanada | (2:0, 3:2, 1:0) | HC Davos |                |

| Souhrn zápasu | Souhrn zápasu                                               | Souhrn zápasu | Souhrn zápasu              | Souhrn zápasu                                       |
| ------------- | ----------------------------------------------------------- | ------------- | -------------------------- | --------------------------------------------------- |
|               | Vigier 15' Bell 19', 28' Trembley 32' Daigle 34' Trudel 49' |               | 33' Naumenko 36' Setzinger | Diváků: 6 747 (vyprodáno) Rozhodčí: Bulanov, Looker |

| 29. prosince 2009 | Adler Mannheim | 5:2             | Kanada | Vaillant Arena |
| 15:00             | Adler Mannheim | (1:0, 4:2, 0:0) | Kanada |                |

| Souhrn zápasu | Souhrn zápasu                              | Souhrn zápasu | Souhrn zápasu        | Souhrn zápasu                                       |
| ------------- | ------------------------------------------ | ------------- | -------------------- | --------------------------------------------------- |
|               | Methot 20' Spylo 22', 24', 30' Steiner 34' |               | 21' Trudel 38' Heins | Diváků: 6 747 (vyprodáno) Rozhodčí: Stalder, Reiber |

| 29. prosince 2009 | HC Energie Karlovy Vary | 0:8             | HK Dinamo Minsk | Vaillant Arena |
| 20:15             | HC Energie Karlovy Vary | (0:4, 0:3, 0:1) | HK Dinamo Minsk |                |

| Souhrn zápasu | Souhrn zápasu | Souhrn zápasu | Souhrn zápasu                                                                 | Souhrn zápasu                           |
| ------------- | ------------- | ------------- | ----------------------------------------------------------------------------- | --------------------------------------- |
|               |               |               | Meleško 1', 4' Čupris 2' Hyvönen 3', 25' Westcott 23' Antonov 29' Kulakov 42' | Diváků: 5 069 Rozhodčí: Bulanov, Looker |

| 30. prosince 2009 | HK Dinamo Minsk | 4:3             | Kanada | Vaillant Arena |
| 15:00             | HK Dinamo Minsk | (1:1, 2:1, 1:1) | Kanada |                |

| Souhrn zápasu | Souhrn zápasu                         | Souhrn zápasu | Souhrn zápasu                   | Souhrn zápasu                                        |
| ------------- | ------------------------------------- | ------------- | ------------------------------- | ---------------------------------------------------- |
|               | Jokel 8' Kočetkov 23', 32' Čupris 42' |               | 12' McLean 34' Heins 52' Vigier | Diváků: 6 746 (vyprodáno) Rozhodčí: Kurmann, Stalder |

| 30. prosince 2009 | HC Davos | 3:1             | Adler Mannheim | Vaillant Arena |
| 20:15             | HC Davos | (1:1, 2:0, 0:0) | Adler Mannheim |                |

| Souhrn zápasu | Souhrn zápasu                       | Souhrn zápasu | Souhrn zápasu | Souhrn zápasu                                         |
| ------------- | ----------------------------------- | ------------- | ------------- | ----------------------------------------------------- |
|               | Bürgler 3' Salmonsson 8' Kolnik 35' |               | 3' Spylo      | Diváků: 6 746 (vyprodáno) Rozhodčí: Rick Looker (CAN) |

## Finále
| 31. prosinec 2009 | HC Davos | 1:3             | HK Dinamo Minsk | Vaillant Arena, Davos |
| 12:00             | HC Davos | (0:1, 0:1, 1:1) | HK Dinamo Minsk |                       |

| Souhrn zápasu | Souhrn zápasu | Souhrn zápasu | Souhrn zápasu                         | Souhrn zápasu                                                    |
| ------------- | ------------- | ------------- | ------------------------------------- | ---------------------------------------------------------------- |
|               | Kolnik 41'    |               | 9' Kulakov 25' Kočetkov 41' Michajlov | Diváků: 6 746 (vyprodáno) Rozhodčí: Kurmann (SCH), Bulatov (RUS) |

## All Star tým
- Brankář: Andrèj Mezin (HK Dinamo Minsk)
- Obránci: Duvie Westcott (HK Dinamo Minsk) , Shawn Heins (Kanada)
- Útočníci: Ahren Spylo (Adler Mannheim), Sergej Varlamov (HK Dinamo Minsk), Juraj Kolnik (HC Davos)